# Arenabühne

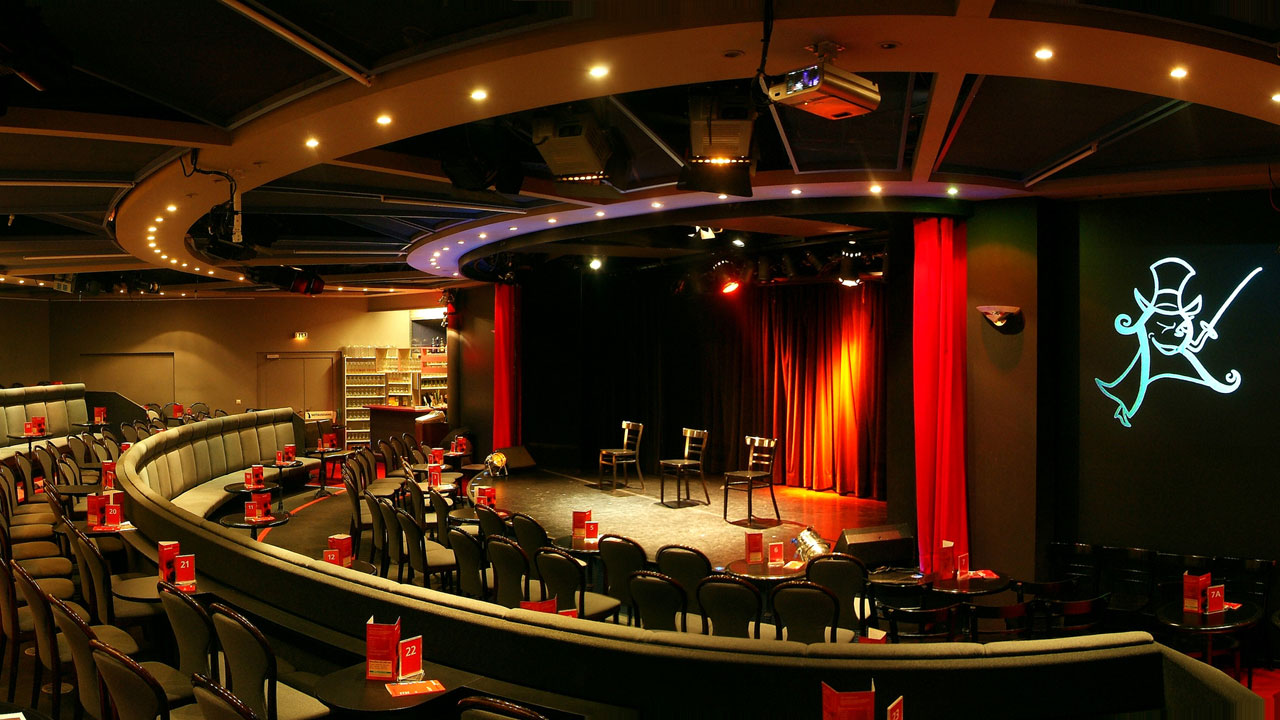
Kompromiss aus Arena- und Rahmenbühne: das alte Renitenztheater Stuttgart

Unter Arenabühne versteht man eine Bühnenform des 20. Jahrhunderts, die sich an die antike Arena anlehnt. Konkretes Vorbild sind Sportarenen und Zirkusgebäude als populäre Veranstaltungsorte. Die Arenabühne entstand zu Beginn des Jahrhunderts im Bestreben, die illusionäre Guckkastenbühne zu überwinden und das Publikum näher an die Schauspieler heranzuführen. Bei der Arenabühne sind die Sitze der Zuschauer um eine zentrale Spielfläche herum angeordnet, meist bleibt die Rückseite frei. Oft sitzen die Zuschauer auf gestuften Podesten oder Tribünen. Die Arenabühne ist als Freilichtbühne verbreitet. In Räumen ist sie selten fest montiert, sondern eine von mehreren möglichen Bühnenformen, eine Wandelbarkeit, die sich von Walter Gropius’ Ideal eines „Totaltheaters“ (1927) herleitet.
Max Reinhardt trat für die Arenabühne als Volkstheater ein und ließ dazu den Berliner Circus Renz 1919 zum Großen Schauspielhaus umbauen. Auch Erwin Piscator oder Bertolt Brecht begrüßten die „revolutionäre“ Bühnenform.